# José Bengoa
José Antonio Bengoa Cabello (Valparaíso, 19 de enero de 1945) es un historiador y antropólogo chileno, conocido principalmente por sus ensayos sobre el pueblo mapuche.

## Biografía
José Antonio Bengoa Cabello es Licenciado en Filosofía y se ha especializado en temas de historia y cultura.
Fue miembro del Centro de Estudios Socioeconómicos (CESO) de la Facultad de Economía de la Universidad de Chile, profesor de la Escuela de Economía de ese centro educativo y secretario docente de la misma, de donde fue exonerado el mes de octubre, luego del golpe militar del 11 de septiembre de 1973.
Bengoa fundó la Escuela de Antropología de la Academia de Humanismo Cristiano en Santiago, donde enseñó y de la cual fue rector en dos oportunidades; ha sido profesor invitado de numerosas universidades, entre las que se puede citar las de Indiana (1996); Cambridge (1998); Complutense de Madrid, (2002); París, Cátedra Pablo Neruda (2003), Leiden en Holanda, Cátedra Andrés Bello (2006). 
Desde su inicio a su término miembro del Grupo de Trabajo de Minorías de las Naciones Unidas, el cual presidió.
Fue miembro de la Subcomisión de Prevención de Discriminaciones y Protección de Minorías, también conocida como Subcomisión de Derechos Humanos, desde 1994 hasta el 2014, en el órgano de continuidad, Comité Asesor de los Derechos Humanos. Como miembro y presidente de la Subcomisión fue relator especial en diferentes materias ligadas a los Derechos Económicos, Sociales y Culturales y participó en el Grupo de Trabajo por el Derecho a la Alimentación siendo parte del equipo redactor de la Declaración Internacional para los Derechos de los Campesinos y otros grupos rurales.
Presidió la Fundación Nacional para la Superación de la Pobreza, a la cual pertenece desde su creación. 
Fue director de la Comisión Especial de Pueblos Indígenas, organismo asesor del expresidente Patricio Aylwin, encargado de elaborar una nueva Ley Indígena, que se aprobó en 1993. En enero de 1994 fue designado Director Nacional de la Corporación Nacional de Desarrollo Indígena, cargo al que renunciaría meses después.
El presidente Ricardo Lagos lo llamó en 2000 a integrar la Comisión Verdad Histórica y Nuevo Trato con los Pueblos Indígenas encargada de encauzar el diálogo y mejorar la relación de los pueblos indígenas con el resto del país. Se le nombró miembro del Consejo Nacional de Ciencias Sociales de la Comisión Nacional de Investigaciones Científicas y Tecnológicas.
Es profesor de la Escuela Superior Campesina de Curaco de Vélez.

## Obras

### Libros
- La cuestión del trigo y la región cerealera en Chile, 1981
- Historia del pueblo mapuche, Ediciones Sur, 1985 (se han realizado numerosas reediciones de esta obra)
- Historia social de la agricultura chilena, Ediciones Sur, 1991
- Conquista y barbarie, 1992
- La comunidad perdida, Sur Ediciones, 1997
- Economía mapuche: Pobreza y subsistencia en la sociedad mapuche contemporánea, con Eduardo Valenzuela, 1984
- La emergencia indígena en América Latina, Fondo de Cultura Económica, 2000 (edición aumentada y actualizada en 2015)
- Historia de un conflicto. El Estado y los mapuches durante el siglo XX, Planeta, 2ª ed., 2002
- La comunidad reclamada, Editorial Catalonia, Santiago, 2005
- Historia de los antiguos mapuches del sur, Catalonia, Santiago, 2007
- El Tratado de Quilín, Catalonia, Santiago, 2007
- La comunidad fragmentada, Catalonia, Santiago, 2009
- Mapuche. Procesos , política y culturas en el Chile del Bicentenario, Catalonia, Santiago, 2012
- Mapuche, colonos y el Estado nacional, edición corregida y aumentada de Historia de un conflicto; Catalonia, Santiago, 2015
- Historia rural de Chile central, dos tomos, LOM, Santiago, 2015
- Reforma agraria y revuelta campesina, LOM, Santiago, 2016
- Crónicas de la Araucanía. Relatos, memorias y viajes, Catalonia, 2019
- La comunidad sublevada. Ensayos y crónicas, Catalonia, 2021
- Viaje a Caral. Crónicas acerca de la larga historia de América y la resistencia de los pueblos indígenas, Colección Crónicas Amerindias. Tomo 1. Catalonia, 2024
- Viaje a Potosí. Regreso de Caral. Crónicas acerca de la larga historia de América, el exterminio, el mestizaje y elogio del indigenismo. Colección Crónicas Amerindias, Tomo 2, Catalonia, 2025

### Artículos
- Educación superior chilena: ¿Sistema público o sistema privado? (1997)
- Agricultura y mundo real. Los desplazamientos de los temas rurales y sus fuentes en los últimos 20 años (1998)
- Chile mestizo (2007)
- Equidad en el acceso de los pueblos indígenas a la educación superior en Chile (2008)
- Chile y los mapuches: Asignaturas pendientes (2009)
- Chile: Los mapuches y el Bicentenario (escrito junto con Natalia Caniguan) (2011)
- Los mapuches: Historia, cultura y conflicto (2011)
- La trayectoria de la antropología en Chile (2014)
- Potencialidades y limitaciones del derecho internacional sobre (o de) los pueblos indígenas (2017)
- El crepúsculo de las lanzas (2018)
- Invierno caliente y discriminador en el Sur (2021)

## Premios y distinciones
- Beca Guggenheim, 2002
- Finalista del Premio Altazor de Ensayo 2004 con Historia de los antiguos mapuches del sur
- Premio Municipal de Literatura de Santiago 2004, categoría Ensayo, por Historia de los antiguos mapuches del sur
- Premio Municipal de Literatura de Santiago 2007, categoría Ensayo, por La comunidad reclamada
- Finalista del Premio Altazor de Ensayo 2008 con El Tratado de Quilín
- Finalista del Premio Altazor de Ensayo 2010 con La comunidad fragmentada
- Premio Altazor de Ensayo 2013 por Mapuche. Procesos , política y culturas en el Chile del Bicentenario